# Rombikubooktaeder
| Rombikubooktaeder                          | Rombikubooktaeder                                               |
| ------------------------------------------ | --------------------------------------------------------------- |
| (animacija)                                |                                                                 |
| vrsta                                      | arhimedsko telo uniformni polieder                              |
| elementi                                   | F = 26, E = 48, V = 24 (χ = 2)                                  |
| stranske ploskve na stran                  | 8{3}+(6+12){4}                                                  |
| Conwayjev zapis                            | eC ali aaC aaaT                                                 |
| Schläflijevi simboli                       | rr{4,3} ali {\displaystyle r{\begin{Bmatrix}4\\3\end{Bmatrix}}} |
| Schläflijevi simboli                       | t0,2{4,3}                                                       |
| Wythoffov simbol                           | 3 4 \| 2                                                        |
| Coxeter-Dinkinov diagram                   |                                                                 |
| simetrija                                  | Oh, B3, [4,3], (*432), red 48                                   |
| vrtilna grupa                              | O, [4,3]+, (432), red 24                                        |
| diedrski kot                               | 3-4: 144º 44′ 08″ (144,74º) 4-4: 135º                           |
| sklici                                     | U26, C29, W10                                                   |
| značilnosti                                | konveksen polpravilen                                           |
| obarvane stranske ploskve                  | 4.6.6 (slika oglišč)                                            |
| deltoidni ikozitetraeder (dualni polieder) | mreža telesa                                                    |

Rombikubooktaeder je v geometriji konveksni polieder. Je arhimedsko telo, eno od trinajstih konveksnih izogonalnih neprizmatičnih teles skonstruirano z dvema ali več vrstami pravilnih mnogokotniških stranskih ploskev.
Ima šestindvajset pravilnih stranskih ploskev, od tega osem enakostraničnotrikotniških in 18 kvadratnih, ter 48 robov in 24 oglišč.

## Kartezične koordinate
Kartezični koordinatni sistem oglišč rombikubooktaedra , ki se nahaja v izhodišču z dolžino roba enako 2 enoti, so vse permutacije:
{\displaystyle (\pm 1,\pm 1,\pm (1+{\sqrt {2}})).\ }

## Površina in prostornina
Površina P in prostornina V rombikubooktaedra z dolžino roba a sta:
{\displaystyle P=(18+2{\sqrt {3}})a^{2}\approx 21,4641016a^{2}\!\,,}
{\displaystyle V={\frac {1}{3}}(12+10{\sqrt {2}})a^{3}\approx 8,71404521a^{3}\!\,.}

## Pravokotne projekcije
Rombikubooktaeder ima šest posebnih pravokotnih projekcij usrediščenih na oglišče, dve vrsti robov in tri vrste stranskih ploskev (enakostranični trikotniki in dva kvadrata). Zadnji dvi odgovarjata  Coxeterjevima ravninama B2 in A2.
| usrediščeno na           | oglišče | rob 3-4 | rob 4-4 | stransko ploskev – kvadrat-1 | stransko ploskev – kvadrat-2 | stransko ploskev – enakostranični trikotnik |
| ------------------------ | ------- | ------- | ------- | ---------------------------- | ---------------------------- | ------------------------------------------- |
| slika                    |         |         |         |                              |                              |                                             |
| deltoidni ikozitetraeder |         |         |         |                              |                              |                                             |
| projektivna simetrija    | [2]     | [2]     | [2]     | [2]                          | [4]                          | [6]                                         |

## Geometrijski odnosi
Obstajajo trije pari ravnin od katerih vsaka seka rombikobooktaeder v pravilnem osemkotniku. 

## Sorodni poliedri in tlakovanja
Rombikubooktaeder je v družini uniformnih poliedrov, ki so sorodni kocki in pravilnemu oktaedru.
| {4,3} | t0,1{4,3} | t1{4,3} | t0,1{3,4} | {3,4} | t0,2{4,3} | t0,1,2{4,3} | s{4,3} | h0{4,3} | h1,2{4,3} |
| ----- | --------- | ------- | --------- | ----- | --------- | ----------- | ------ | ------- | --------- |
|       |           |         |           |       |           |             |        |         |           |
|       |           |         |           |       |           |             |        |         |           |

Ta polieder je topološko povezan z delom zaporedja kanteliranih poliedrov s sliko oglišč (3.4.n.4), ki se nadaljuje s tlakovanjem v hiperbolični ravnini. Ta ogliščna prehodnost ima (*n32) zrcalno simetrijo.
| simetrija         | sferna         | sferna        | sferna        | sferna        | ravninska      | hiperbolična... | hiperbolična... | hiperbolična... |
| simetrija         | *232 [2,3] D3h | *332 [3,3] Td | *432 [4,3] Oh | *532 [5,3] Ih | *632 [6,3] P6m | *732 [7,3]      | *832 [8,3]...   | *∞32 [∞,3]      |
| red simetrije     | 12             | 24            | 48            | 120           | ∞              | ∞               | ∞               | ∞               |
| ----------------- | -------------- | ------------- | ------------- | ------------- | -------------- | --------------- | --------------- | --------------- |
| razširjena oblika | 3.4.2.4        | 3.4.3.4       | 3.4.4.4       | 3.4.5.4       | 3.4.6.4        | 3.4.7.4         | 3.4.8.4         | 3.4.∞.4         |
| Coxeter Schläfli  | t0,2{2,3}      | t0,2{3,3}     | t0,2{4,3}     | t0,2{5,3}     | t0,2{6,3}      | t0,2{7,3}       | t0,2{8,3}       | t0,2{∞,3}       |
| deltoida oblika   | V3.4.2.4       | V3.4.3.4      | V3.4.4.4      | V3.4.5.4      | V3.4.6.4       | V3.4.7.4        |                 |                 |
| Coxeter           |                |               |               |               |                |                 |                 |                 |

### Ureditev oglišč
Ima isto ureditev oglišč kot trije nekonveksni uniformni poliedri. To so mala zvezdna prisekana kocka, mali rombiheksaeder in mali kubikubooktaeder.